# Étaules, Côte-d'Or
Étaules là một xã ở tỉnh Côte-d’Or trong vùng Bourgogne-Franche-Comté, phía đông nước Pháp. Xã Étaules, Côte-d'Or nằm ở khu vực có độ cao trung bình 500 mét trên mực nước biển.